# Inheemse Venezolanen
Dit artikel geeft een overzicht van de inheemse bevolkingsgroepen in Venezuela.

## Actuele situatie
De situatie van vele inheemse volkeren is dramatisch. Ze leven onder extreme armoede en een hoog sterftecijfer. Dit leidt tot de verdwijning van sommige inheemse volkeren, met name in de Amazone. De wayúu groep is een inheems volk dat zich heeft geïntegreerd in het sociale stelsel. Vele van hen spreken Spaans om te kunnen communiceren met andere mensen in Venezuela.
Hun culturen zijn in wezen gebaseerd op landbouw, visserij, jacht en verzamelen.

## Arowakken of Arawakken

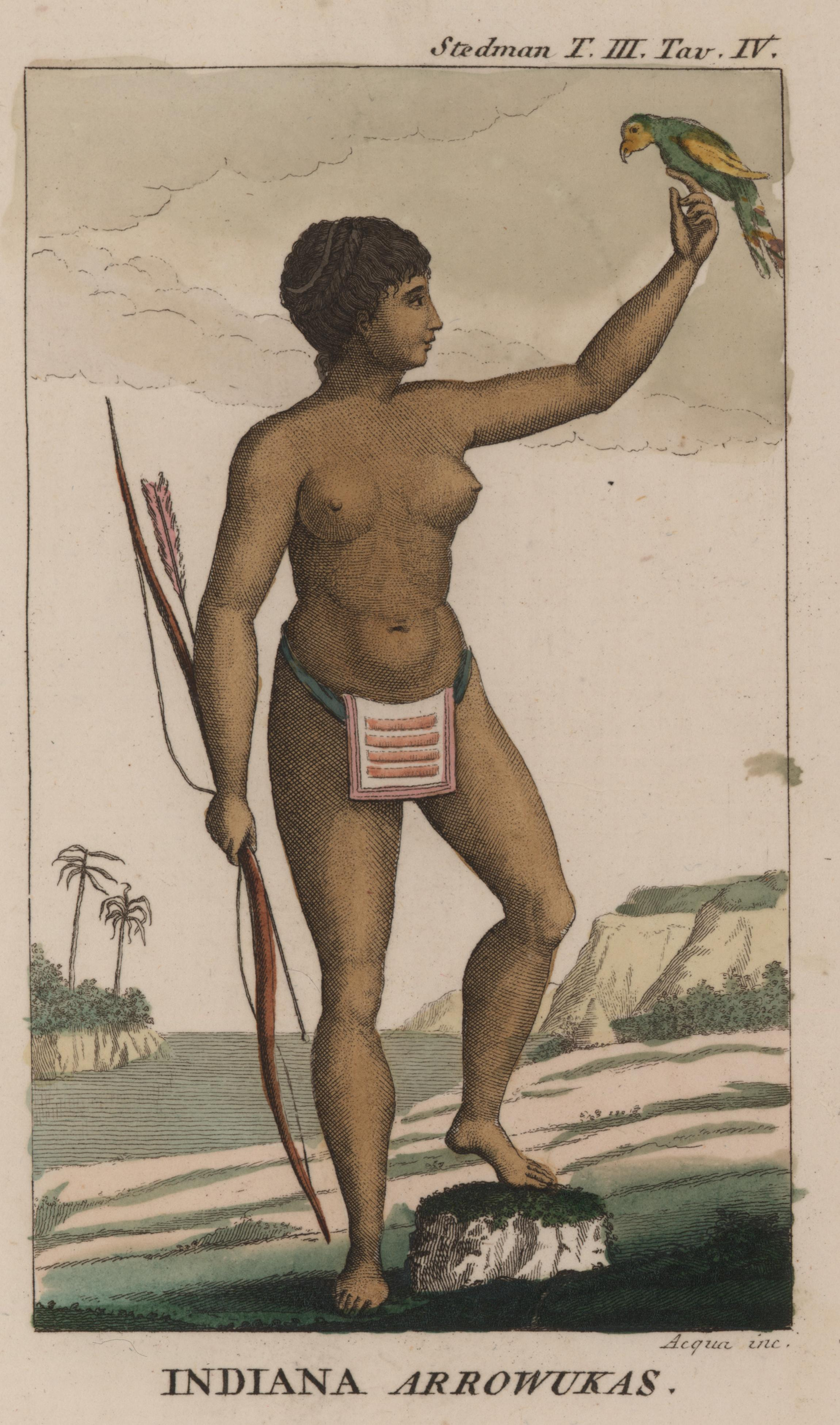
Arowak vrouw 1818

Arowakken leven in het westen van Venezuela en op verschillende Venezolaanse Antillen. De grote arowak-groep leven vandaag de dag in de Staat Zulia. De belangrijkste groep in Zulia is de Wayúu.
WayúuTegenwoordig is de Wayúu de grootste etnische groep in Venezuela. Ze leven voornamelijk in het noordwesten van Zulia. In het algemeen hebben de Wayúu een onafhankelijke maatschappij en hebben hun eigen wetten.
AñúLeven in het het noordoosten van de staat Zulie aan de oevers van het meer van Maracaibo. Men doet tegenwoordig de moeite om de taal van de Añu te behouden.
BaréDe Baré leven in de staat Amazonas met name aan de Río Negro. Ze leven in ronde hutten met dakken van palmen, houten muren of typische Venezolaanse huizen.
Baniva of kurripako
Piapoko
Warekena
Wapishana

### Landen met Arowakken in hun geschiedenis
- Noord-Amerika
  - Florida
- Grote Antillen
  - Cuba, de Dominicaanse Republiek, Haïti, Jamaica, en Puerto Rico.
- Kleine Antillen
  - Aruba, Bonaire, Curaçao, Saba, Sint Eustatius, St. Maarten
- Zuid-Amerikaans vasteland
  - Colombia, Frans-Guyana, Guyana, Suriname, Venezuela

## Cariben

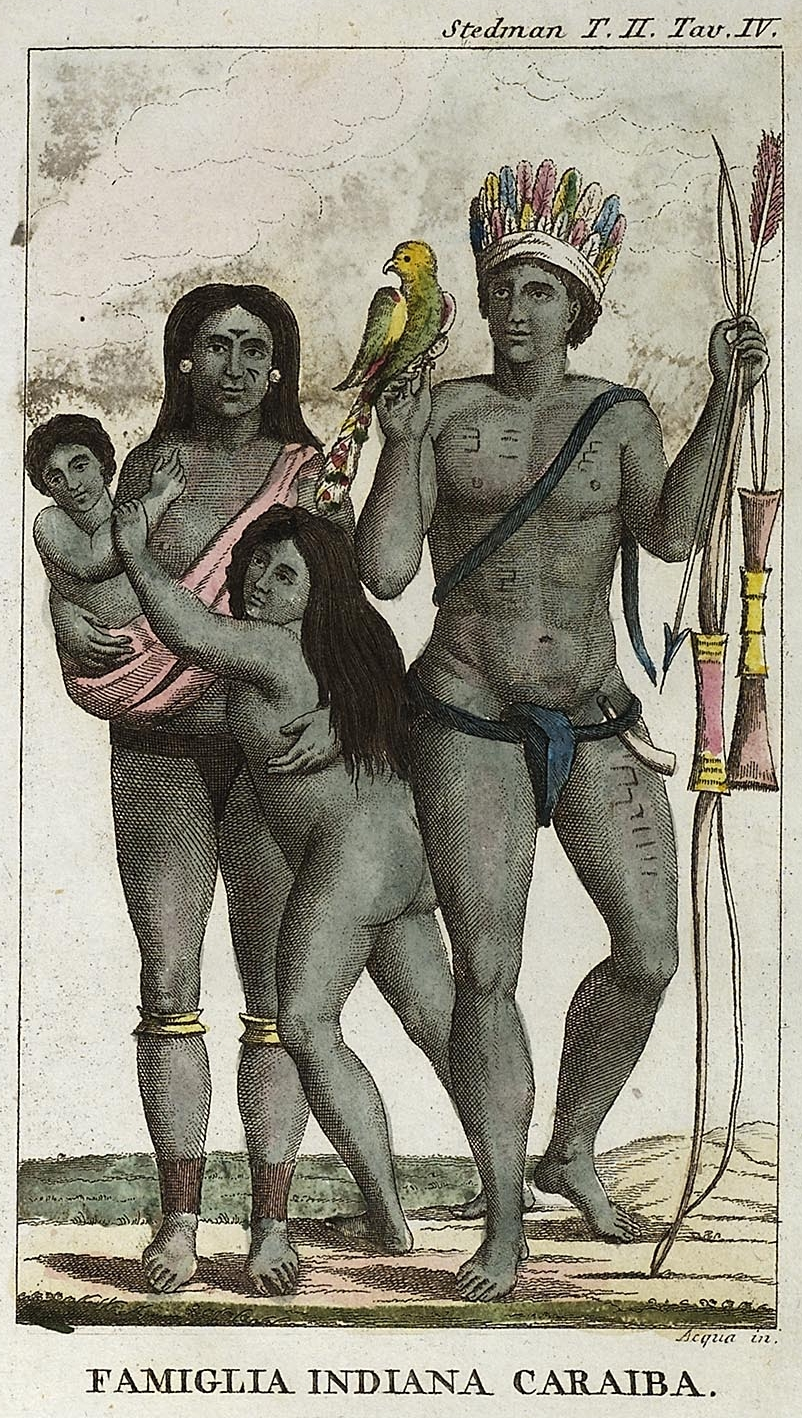
Familie van Carib-indianen

De Cariben, ook wel Eilandcriben, zijn namen voor de oorspronkelijke bewoners van de Kleine Antillen. Naar hen is ook de Caribische Zee genoemd, zij noemden zichzelf echter Kalinago (mannelijk) en Kallipuna (vrouwelijk). Zij spraken Kalhíphona, een Maipuriaanse taal, hoewel de mannen of een Caribische taal spraken of Pidgin (taal). In de zuidelijke Cariben leefden zij met de Galibi, die echter in afzonderlijke dorpen leefden. De Galibi zijn, zo wordt aangenomen, de Cariben van het vasteland. In het verleden bewoonden de Cariben een groot deel van de oostelijke Antillen, in 2020-2022 zijn er op de eilanden Dominica, Saint Vincent, Trinidad en Tobago en verder in Venezuela, Guyana, Suriname, Frans Guyana en Brazilië nog Cariben over.
- Pemón

De Pemón is de grootste groep binnen de Cariben. Ze leven in de hoogvlaktes van de Gran Sabana.
- Kariña

- Panare

- Yukpa

- Chaima

- Japrería

- Makushí

- Maquiritare of yekuana

- Akawayo

- Yavarana

- Mapoyo

- Waika

- Kumanagoto

- Sikiiyana

## Yanomamö

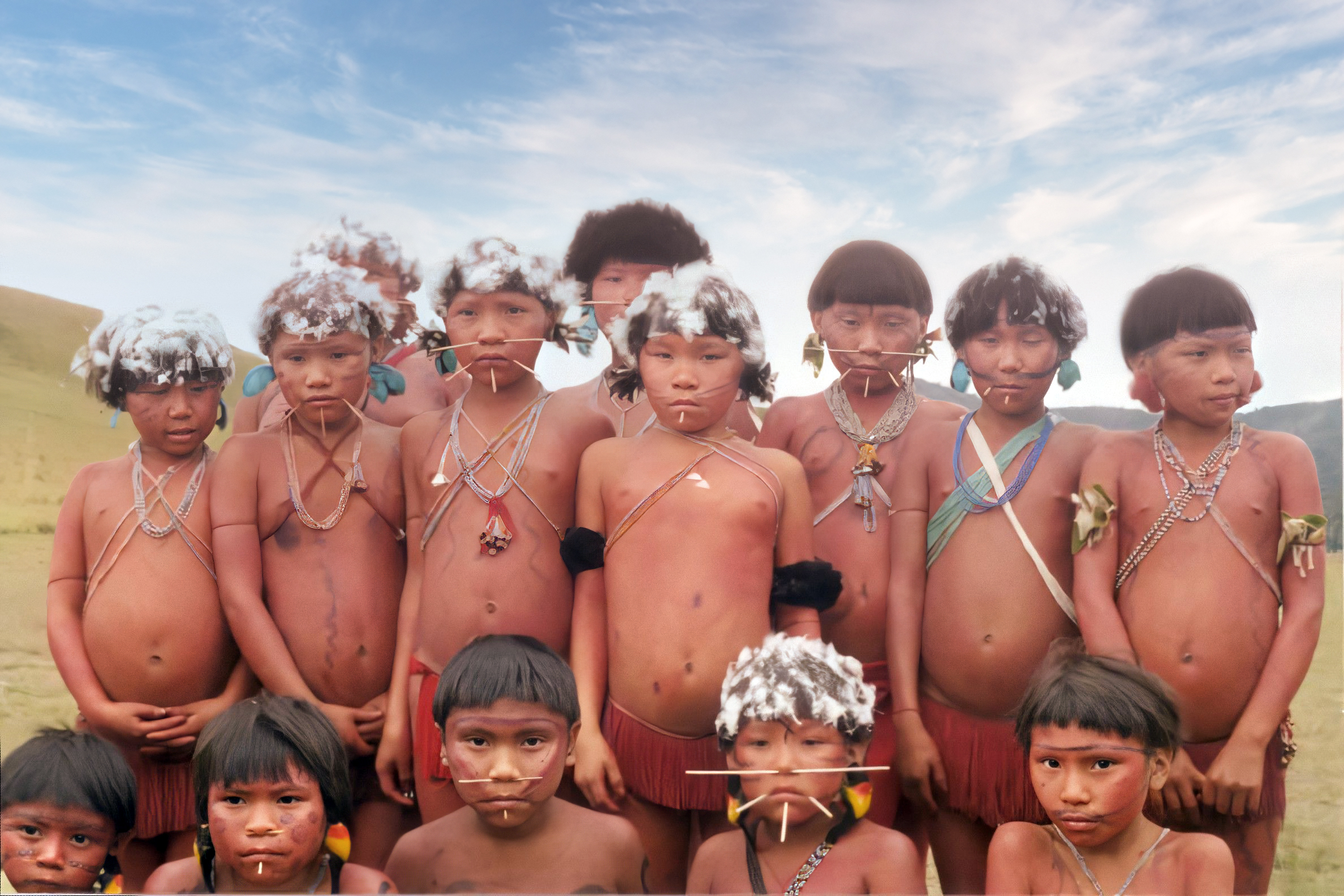
Jonge Yanomamö in Alto Orinoco, Venezuela

Yanomamö-indianen (ook wel Yanomami, Yąnomamö, Ianomami, e.d.) is een verzamelnaam voor een aantal inheemse volken in Brazilië en Venezuela. Ze zijn 'ontdekt' door de Amerikaanse antropoloog Napoleon Chagnon, die ze The Fierce People ("het woeste volk") noemde. De Yanomamö wonen vooral in het noorden van het Amazoneregenwoud en in het zuiden van Orinoco, in een gebied ter grootte van Nederland. Ze bestaan uit ongeveer 19.000 mensen en spreken Yanomamö.
- Yanomamö

- Sanemá

## Chibcha

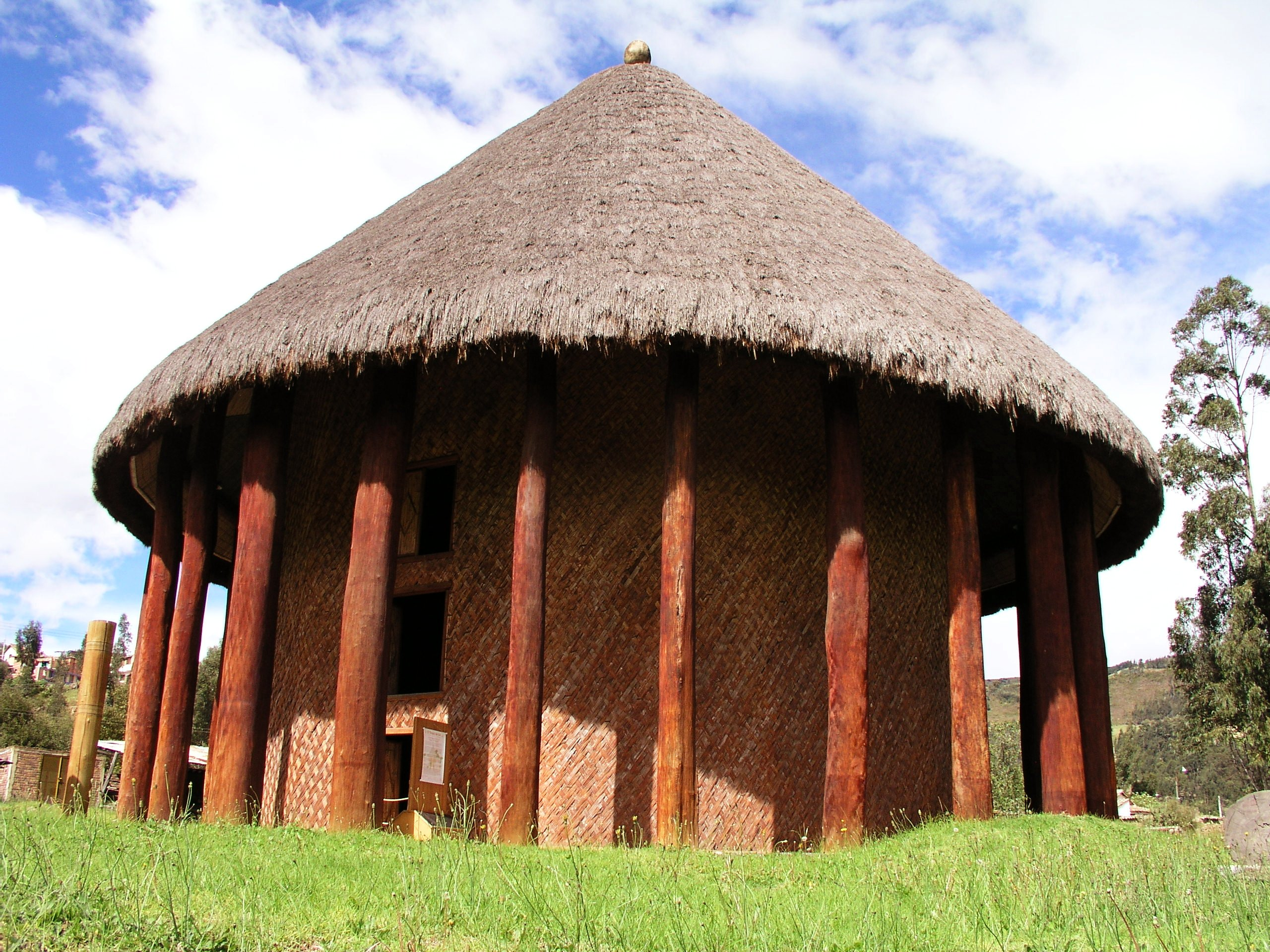
de Zonnetempel van een Chibcha stam in het Archaeologische Museum van Sogamoso

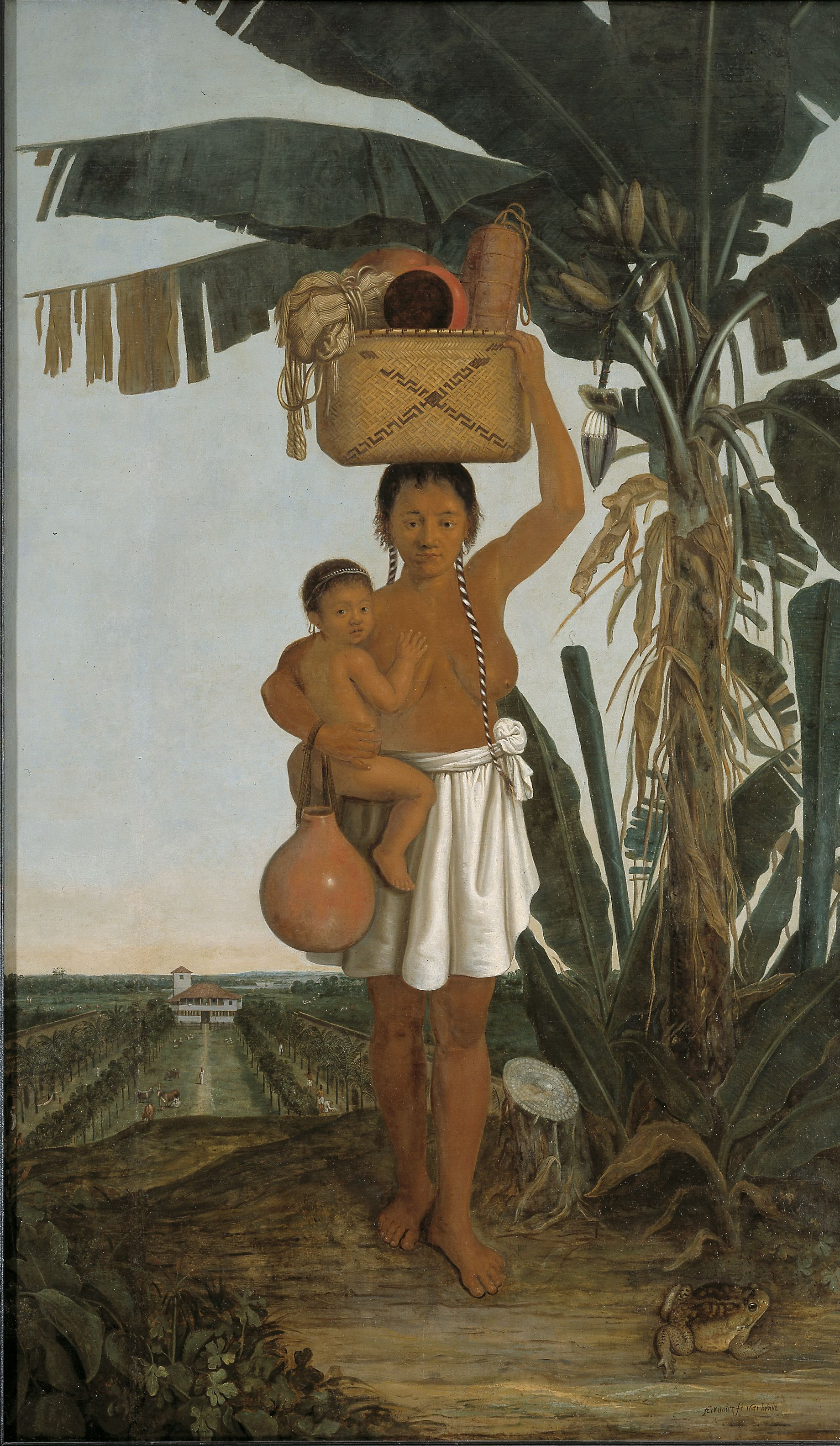
Tupí-vrouw.

Chibcha is een cultuur en een taalgroep in de Latijns-Amerikaanse Andes. De nazaten van de oorspronkelijke Chibcha zijn de Muisca, de Guane, de Lache, de Tairona en de Chitarero. Vroeger kwamen de Chibcha ook ten westen van Colombia voor, tot in het huidige Costa Rica. In die gebieden zijn deze taal en cultuur tegenwoordig uitgestorven. Vermoedelijk ligt de oorsprong van de Chibcha juist in deze Midden-Amerikaanse gebieden waar de oorspronkelijke Chibcha nu niet meer te vinden zijn.
Verondersteld wordt dat de Chibcha 300 tot 400 jaar voor onze jaartelling vanuit Midden-Amerika naar Colombia, Venezuela en Ecuador trokken. Doordat rond 1000 n.Chr. de oorlogszuchtige Carib-indianen van de Braziliaanse kuststreek naar het gebied van de Chibcha trokken, werden zij gedwongen zich te vestigen in de hoger gelegen Andes-gebieden.
- Barí

## Makú
- Puinave
- Hoti

## Tupí
- Yeral

## Sálivas
- Mako
- Sáliba
- Wottuja-Piaroa

## Guajibas
- Kuiva

## Inheemse volkeren zonder verwantschap
- Warau

De Warau (soms ook geschreven als: Warao) concentreren zich in en om de Orinoco-delta in Oost-Venezuela. Een afsplitsing leeft ook aan de Corantijnrivier, zowel op het grondgebied van Guyana als dat van Suriname. De Warau leefden waarschijnlijk al vóór de Arowakken en Kari'na in het Corantijngebied.
- Waikerí

- Pumé

- Sapé

- Uruak